# 夏威夷州州徽
夏威夷州州徽是美利坚合众国联邦州夏威夷州的州徽。该州徽为一圆形纹章，内有英文夏威夷州字样，以及1959（建州的年份）字样，内有手拿长矛的卡美哈梅哈一世和手拿夏威夷州州旗的自由女神，中间为一盾徽，一、四象限的条纹代表夏威夷群岛的八个大岛，二、三象限是代表政府权威的Puloʻuloʻu图案，中间为绿色盾形，内有五角星，两侧皆有橄榄枝、下有一只鹰。本州徽1959年启用。